# Joseph Conrad

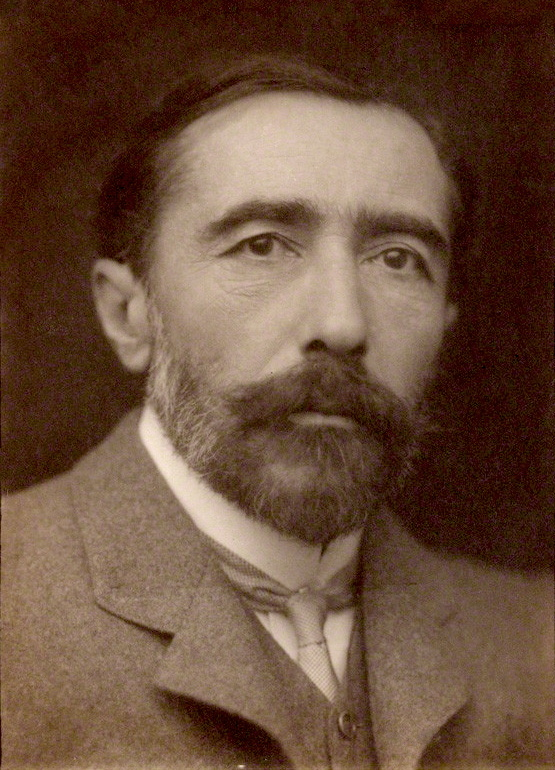
Joseph Conrad auf einer Fotografie von George Charles Beresford 1904

Joseph Conrad, eigentlich Józef Teodor Konrad Korzeniowski (* 3. Dezember 1857 in Berdytschiw, Russisches Kaiserreich, heute Ukraine; † 3. August 1924 in Bishopsbourne, Großbritannien), war ein polnisch-britischer Schriftsteller.
Obwohl Conrad erst mit Anfang zwanzig Englisch lernte, gilt er als einer der wichtigsten Schriftsteller des 19. Jahrhunderts, die ihr Werk in englischer Sprache verfassten. Einfluss auf sein Werk hatten Conrads Erfahrungen in den europäischen Kolonien namentlich Belgiens und der Niederlande, seine Tätigkeiten bei der britischen Handelsmarine und die Erinnerung an seine Heimat. Conrads Schaffen wird der Moderne und teilweise dem Realismus des 19. Jahrhunderts hinzugezählt.

## Leben
Joseph Conrad wurde als Sohn polnischer Eltern, die beide Adelsfamilien entstammten, in Berdyczów im Gouvernement Kiew (heutige Ukraine) geboren, das bis 1793 polnisch gewesen und nach der zweiten Teilung Polens unter russische Herrschaft gekommen war. Conrads Vater, Apollo Korzeniowski, war Schriftsteller und polnischer Patriot, der William Shakespeare und Victor Hugo ins Polnische übersetzte. Er regte seinen Sohn an, polnische und französische Literatur zu lesen. Wegen seines Engagements für die Wiedererlangung der polnischen Unabhängigkeit wurde der Vater 1861 verhaftet, zunächst im X. Pavillon der Zitadelle Warschau eingekerkert und neun Monate später ins nordrussische Wologda verbannt, wohin ihn seine Ehefrau Ewelina (geborene Bobrowska) und sein Sohn begleiteten. 1863 wurde den Korzeniowskis erlaubt, sich in Tschernigow bei Kiew anzusiedeln, wo Conrads Mutter am 18. April 1865 an Tuberkulose starb. Apollo Korzeniowski siedelte 1868 nach Lemberg über und ging im Jahr darauf in den von Österreich regierten Teil Polens nach Krakau, wo Conrad, wenngleich unregelmäßig, das Gymnasium besuchte. Am 23. Mai 1869 starb sein Vater, ebenfalls an Tuberkulose. Das Sorgerecht für das damals elfjährige Kind erhielt dessen Onkel Tadeusz Bobrowski. Er erlaubte dem sechzehnjährigen Jugendlichen 1874, ins französische Marseille zu gehen, um Seemann zu werden – ein Berufswunsch, den das Schulfach Geographie in ihm geweckt hatte.
Von 1874 bis 1889 arbeitete Conrad als Seemann. Sein väterliches Erbe und die Unterstützung seines Onkels Tadeusz Bobrowski gaben ihm anfangs eine gewisse finanzielle Sicherheit. Eine Tätigkeit in der französischen Handelsmarine wurde ihm verwehrt, weil er seinen Militärdienst im Kaiserreich Russland nicht abgeleistet und deshalb keine Aufenthaltserlaubnis für Frankreich bekommen hatte. Stattdessen beteiligte er sich zunächst erfolgreich an einem illegalen Unternehmen, das Waffen für die Carlisten nach Spanien schmuggelte. Bei der letzten Fahrt flog er auf, verlor sein investiertes Geld. Er unternahm einen Suizidversuch, woraufhin sein Onkel nach Marseille gereist kam, um den verzweifelten und mittellosen jungen Mann wieder aufzubauen. 1878 heuerte Conrad bei der britischen Handelsmarine an und betrat am 10. Juni 1878 erstmals britischen Boden.
In den folgenden Jahren fuhr Conrad durch das Mittelmeer, den Indischen Ozean, den malaischen Archipel und um Australien herum. Dabei bildete er sich weiter und legte 1880 die Prüfung zum Zweiten und Ersten Steuermann ab, 1886 erhielt er sein Kapitänspatent. Im gleichen Jahr erhielt er im Alter von 30 Jahren die britische Staatsbürgerschaft. 1888 wurde er Kapitän der Bark Otago; es sollte seine einzige Position als Kapitän sein. Da aufgrund ´des zunehmenden Dampfschiffverkehrs Anstellungen auf Segelschiffen immer schwieriger zu bekommen waren, nahm Conrad 1890 eine Stellung auf dem Flussdampfer Roi des Belges an, der auf dem Kongo fuhr. Die Erfahrungen dieser Reise verarbeitete er später in seiner Erzählung Herz der Finsternis. Nach seiner Rückkehr aus Afrika war Conrad mehrere Wochen krank. Wahrscheinlich erlitt er eine erste depressive Episode, die mit Gichtanfällen und neuralgischen Schmerzen einherging.
Bereits 1889 hatte Conrad angefangen, seinen ersten Roman zu schreiben, Almayers Wahn, der 1895 veröffentlicht wurde. Er schrieb in englischer Sprache, die er erst mit 21 Jahren zu erlernen begonnen hatte, unter dem Pseudonym Joseph Conrad, zwei seiner Vornamen in englischer Orthographie. Von 1893 an heuerte er auf keinem Schiff mehr an, sondern lebte in England als freier Schriftsteller. Lange Zeit war er auf Gönner angewiesen. Erst 1914 hatte er seinen literarischen Durchbruch mit Spiel des Zufalls. Seine Romane und Erzählungen zählen zu den wichtigsten Werken der englischen Literatur des ausgehenden 19. und frühen 20. Jahrhunderts.

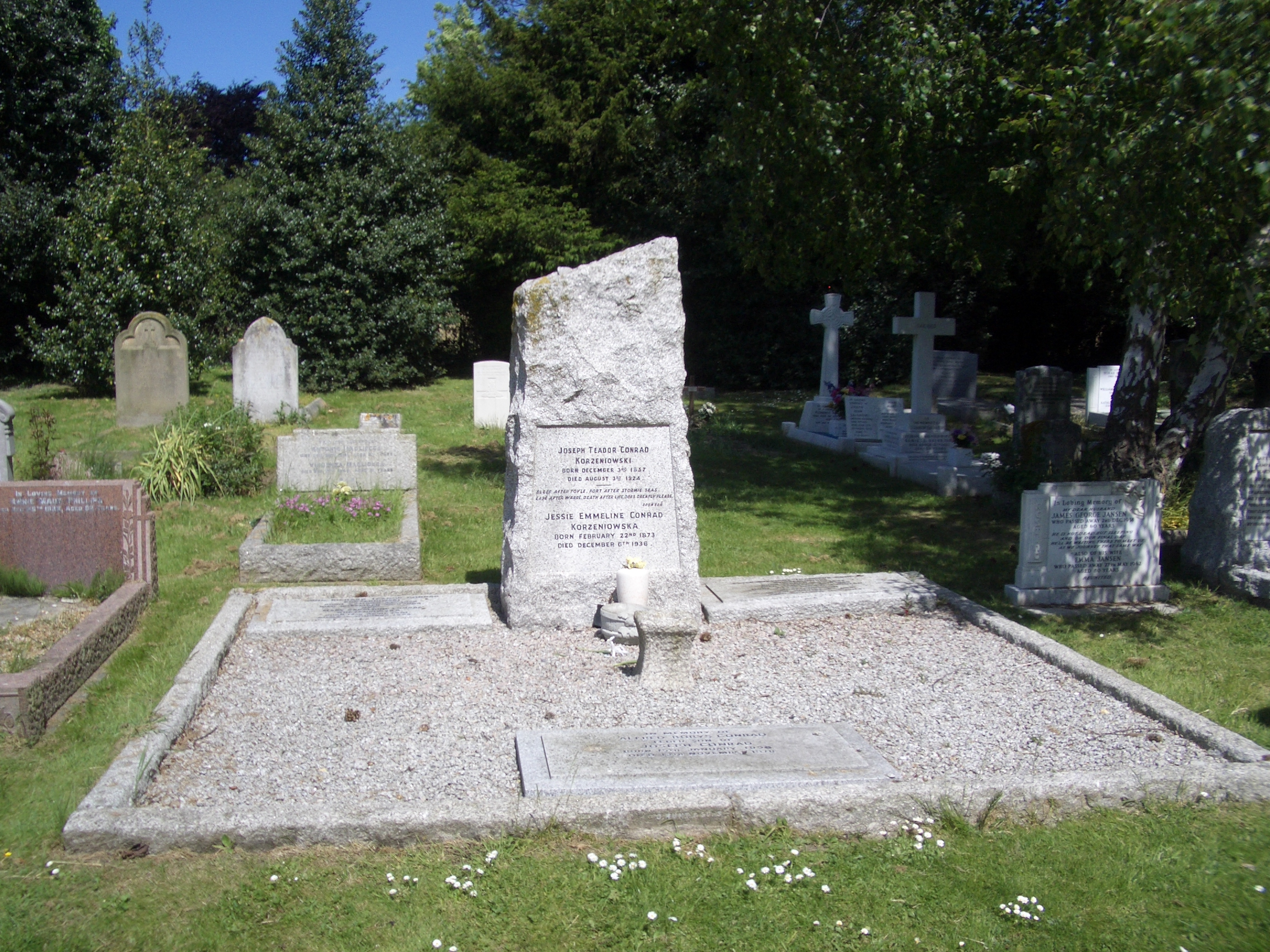
Das Grab von Joseph Conrad in Canterbury

Am 24. März 1896 heiratete er mit 38 Jahren die 15 Jahre jüngere Jessie George, die bis dahin als Schreibkraft in einem Londoner Büro gearbeitet hatte. Das Paar bekam zwei Söhne, Borys (1898–1978) und John (1906–1982). Von romantischer Liebe zwischen den beiden ist in Conrads Briefen nichts zu erkennen. Der Anglist Richard Ruppel vermutet, Conrad könnte homosexuell gewesen sein. Die Familie wohnte in verschiedenen Orten in Südengland, meist in der Nähe der Themsemündung. Von 1919 an lebte Conrad in dem ihm gehörenden Oswalds house in Bishopsbourne / Kent. Dort starb er am 3. August 1924 an Herzversagen. Er liegt mit seiner Frau Jessie auf dem Friedhof von Canterbury begraben. Auf seinem Grabstein stehen die Zeilen von Edmund Spenser, die Conrads vorletztem Roman Der Freibeuter als Motto vorangestellt sind: „Sleep after toyle, port after stormie seas, Ease after warre, death after life, does greatly please.“
Der größte Teil von Conrads Manuskripten, darunter die von Lord Jim, Nostromo und The Secret Agent, befindet sich im Rosenbach Museum in Philadelphia.

## Werk und Rezeption
Conrads bekannteste Werke sind die Romane Lord Jim, Nostromo und Herz der Finsternis (engl. Heart of Darkness), sein meistzitierter und wirkmächtigster Roman.
Maya Jasanoff und Adam Hochschild halten Joseph Conrad für eine Ausnahmeerscheinung in der Literatur vor 1914. Zum einen habe er in einer Zeit, in der sich viele bedeutende Autoren nur mit einer Region beschäftigten (so z. B. Thomas Hardy mit Wessex, James Joyce mit Dublin oder Marcel Proust mit Paris), den brutalen Imperialismus der europäischen Mächte und seine global verheerenden Folgen thematisiert. Während Autoren wie John Buchan und Rudyard Kipling den Imperialismus verherrlichten, entstanden erst in den 1930er Jahren literarische Werke mit globalisierungskritischer Perspektive, so Burmese Days (1934) von George Orwell: Conrad lived in a far wider world than even the greatest of his contemporaries (Hochschild). Auf seinen Reisen nahm Conrad das Leben vieler ausländischer Arbeiter in prekären Verhältnissen wahr; er erlebte selbst den Prozess der Verdrängung der Segel- durch Dampfschiffe und die folgende Arbeitslosigkeit unter Seeleuten, erfuhr die Gier der Reichen ebenso wie Lohndrückerei, Nationalismus, Anarchismus, Rebellion und Terrorismus in Russland, Großbritannien und anderswo. Vor allem wurde er Zeuge vieler entwürdigender Formen von Sklavenarbeit.
Der nigerianische Dichter Chinua Achebe nannte Conrad hingegen einen „verdammten Rassisten“ (bloody racist). Conrad habe in Herz der Finsternis Afrika als einen Ort der Negation dargestellt, gegenüber dem sich Europas Zustand der geistlichen Gnade manifestiere. Die Afrikaner würden enthumanisiert und herabgewürdigt, grotesk oder als heulender Mob gezeichnet. Eine eigene Sprache werde ihnen verweigert oder Conrad lege ihnen Worte in den Mund, mit denen sie sich selbst verachteten. Das Ergebnis sei ein beleidigendes und erbärmliches Buch, das zu verachten sei.
In den literatur- und kulturwissenschaftlichen Diskursen der Postmoderne und des Postkolonialismus wurde Conrad häufig rezipiert und für seine Darstellung Afrikas kritisiert.
Außerdem zitieren Werner Herzogs Abenteuerfilm Aguirre, der Zorn Gottes, Francis Ford Coppolas Kriegsdrama Apocalypse Now und zuletzt mehrere Computerspiele (Far Cry 2, Red Dead Redemption im Level And The Truth Will Set You Free, und Spec Ops: The Line) in mehr oder weniger groben Zügen Handlung, Motive oder Figuren des Romans Herz der Finsternis. Die Gedankenwelt insgesamt sowie eine Vielzahl an Handlungsabschnitten, Figuren und einzelnen Motiven aus den Werken Conrads sind zentraler Gegenstand in Brigitte Kronauers Roman Berittener Bogenschütze.
Joseph Conrad taucht auch selbst verschiedentlich als literarische Figur auf. So schildert etwa W. G. Sebald in Die Ringe des Saturn ausführlich seine Jugend. Erwähnungen finden sich außerdem in Der Traum des Kelten von Mario Vargas Llosa und Die Liebe in den Zeiten der Cholera von Gabriel García Márquez. Eine Hommage an ihn stellt die Figur des Colonel John Konrad im Computerspiel Spec Ops: The Line dar.

## Werkliste

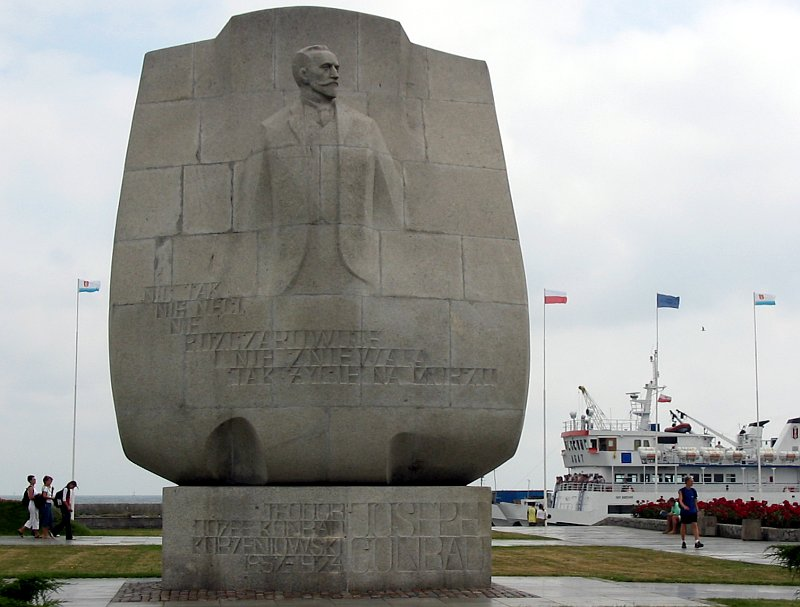
Denkmal für Joseph Conrad im polnischen Gdynia

### Romane
- Almayer’s Folly: A story of an Eastern River (1895),

dt. Almayers Wahn, übersetzt von Elsie McCalman, S. Fischer, Berlin 1935. Viele weitere Ausgaben. Ab 1966 Übersetzung Günther Dahnehl Aufbau Verlag. Ab 1972 im Fischer Verlag bis 1993.
Neuübersetzung und mit Nachbemerkung Klaus Hoffer als  Almayers Luftschloss. Die Geschichte eines östlichen Stroms. Roman.  Haffmans Verlag, Zürich 1992, ISBN 3-251-20126-3. Taschenbuch im Piper Verlag bis 2017.
- An Outcast of the Islands (1896), dt. Der Verdammte der Inseln. S. Fischer, Berlin 1934.
- The Nigger of the "Narcissus" (1897), dt. Erstausgabe unter: "Der Nigger vom Narcissus", Albert Langen, München 1912; Der Nigger von der Narcissus. S. Fischer, Frankfurt a. M. 1951.

Neuübersetzung als Der Niemand von der „Narcissus“. Eine Geschichte vom Meer.  Mare, Hamburg 2020, ISBN 978-3-86648-612-6.
- Lord Jim: A Tale (1900), dt. Lord Jim
- The Inheritors: An Extravagant Story (1901), mit Ford Madox Ford
- Heart of Darkness (1902), dt. Herz der Finsternis, S. Fischer, Berlin 1926 (in ders: Jugend. Drei Erzählungen).
- Romance (1903), mit Ford Madox Ford
- Nostromo: A Tale of the Seaboard (1904), dt. Nostromo

Neuübersetzung von Julian und Gisbert Haefs mit einem Nachwort von Robert Menasse Manesse Verlag, München 2024, ISBN 978-3-7175-2573-8
- The Secret Agent. Methuen & co, London 1907.  Dt. Der Geheimagent. Einleitung Thomas Mann, S. Fischer, Berlin 1926.
- Under Western Eyes. (1911), dt. Mit den Augen des Westens. Online Text in Projekt-Gutenberg.de.
- Chance (1913), dt. Spiel des Zufalls
- Victory (1915), dt. Sieg.
- The Shadow-Line (1917), dt. Die Schattenlinie.
- The Arrow of Gold (1919), dt. Der goldene Pfeil.
- The Rescue (1920), dt. Die Rettung.
- The Rover (1923), dt. Der Freibeuter. S. Fischer, Berlin 1930.
- The Nature of a Crime. Zusammen mit Ford Madox Ford 1909, veröffentlicht 1923.
  - Deutsche Ausgabe: Die Natur eines Verbrechens. Aus dem Englischen übersetzt, herausgegeben und mit einem Nachwort versehen von Michael Klein. Morio Verlag, Heidelberg 2024, ISBN 978-3-949749-10-0.
- Suspense. (1925), dt. Spannung.

### Erzählbände
- Tales of Unrest (1898), dt. Geschichten der Unrast, darin die Erzählungen:

Karain: A Memory
The Idiots
An Outpost of Progress, dt. Ein Vorposten des Fortschritts
The Return, dt. Die Rückkehr
The Lagoon
- Youth, a Narrative, and Two Other Stories (1902), darin die Erzählungen:

Youth, dt. Jugend
Heart of Darkness, dt. Herz der Finsternis
The End of the Tether, dt. Das Ende vom Lied
- Typhoon and Other Stories (1903), darin die Erzählungen:

Typhoon, dt. Taifun
Amy Foster
Falk
To-morrow
- A Set of Six (1908), darin die Erzählungen:

Gaspar Ruiz;
The Informer
The Brute
An Anarchist
The Duel
Il Conde
- Twixt Land and Sea: Three Tales (1912), dt. Zwischen Land und See. Drei Erzählungen, darin die Erzählungen:

A Smile of Fortune, dt. Ein Lächeln des Glücks
The Secret Sharer, dt. Der geheime Teilhaber bzw. Der heimliche Teilhaber
Freya of the Seven Isles, dt. Freya von den Sieben Inseln
- Within the Tides (1915), dt. Zwischen Ebbe und Flut bzw. Im Wechsel der Gezeiten, darin die Erzählungen:

The Planter of Malata, dt. Der Pflanzer von Malata
The Partner, dt. Der Partner
The Inn of the Two Witches: A Find, dt. Das Wirtshaus der beiden Hexen
Because of the Dollars, dt. Der Dollars wegen
- Tales of Hearsay (1925), dt. Geschichten vom Hörensagen, darin die Erzählungen:

The Black Mate, dt. Der schwarze Steuermann
The Warrior’s Soul, dt. Die Kriegerseele
Prince Roman, dt. Prinz Roman
The Tale, dt. Die Geschichte

### Autobiographische Werke
- The Mirror of the Sea (1906), dt. Der Spiegel der See
- A Personal Record (1912), dt. Über mich selbst

### Theaterstücke und Dramatisierungen
- One day more. A Play in One Act (1913)
- The Secret Agent, Drama in vier Akten (1921)
- Laughing Anne. A Play (1923)

## Verfilmungen
- 1919 – Victory. Regie: Maurice Tourneur. Mit Lon Chaney senior.
- 1925 – Lord Jim. Regie: Victor Fleming.
- 1929 – Die Rettung (The Rescue). Regie: Herbert Brenon. Mit Ronald Colman, Lili Damita.
- 1936 – Sabotage, nach dem Roman The Secret Agent. Regie: Alfred Hitchcock.
- 1951 – Der Verdammte der Inseln (Outcast of the Islands). Regie: Carol Reed.
- 1953 – Anna von Singapur (Laughing Anne), nach dem Theaterstück Laughing Anne. Regie: Herbert Wilcox.
- 1965 – Lord Jim. Regie: Richard Brooks.
- 1967 – Ich komme vom Ende der Welt (L’Avventuriero), nach dem Roman Der Freibeuter. Regie: Terence Young.
- 1973 – Die Schattenlinie (La ligne d’ombre). Regie: Georges Franju.
- 1976 – Die Schattenlinie (Smuga cienia). Regie: Andrzej Wajda.
- 1977 – Die Duellisten, nach der Erzählung Das Duell. Regie: Ridley Scott.
- 1976–1979 – Apocalypse Now, unter Verwendung einzelner Motive aus der Erzählung Heart of Darkness. Regie: Francis Ford Coppola.
- 1981 – Der Geheimagent. Regie: Marcel Camus.
- 1984 – Der Freibeuter. Buch: Nicola Badalucco.
- 1986 – Des Teufels Paradies, nach dem Roman Sieg. Regie: Vadim Glowna.
- 1993 – Heart of Darkness. Regie: Nicolas Roeg.
- 1994 – Victory. Regie: Mark Peploe.
- 1996 – Der Geheimagent (Joseph Conrad’s The Secret Agent). Regie: Christopher Hampton.
- 1996 – Nostromo – Der Schatz in den Bergen (Nostromo). Regie: Alastair Reed.
- 1997 – Victory. Regie: Mark Peploe.
- 1998 – Amy Foster – Im Meer der Gefühle (Amy Foster). Regie: Beeban Kidron.
- 2002 – Das Ende vom Lied (Au bout du rouleau). Regie: Thierry Binisti.
- 2005 – Gabrielle – Liebe meines Lebens, nach der Erzählung Die Rückkehr.
- 2011 – La Folie Almayer. Regie: Chantal Akerman.
- 2014 – The Secret Sharer. Regie: Peter Fudakowski.
- 2016 – Jeunesse. Regie: Julien Samani.

## Hörbücher
- Der Geheimagent, Lesung mit Jürgen Holtz, 7h, 11min., MDR Figaro 2004 / Der Audio Verlag 2015, ISBN 978-3-86231-629-8
- Der Geheimagent, gelesen von Charles Brauer, 6 CDs, Manesse Random House 2007, ISBN 978-3-86604-699-3.

### Biografien
- Hermann J. Weiand: Joseph Conrad, Leben und Werk. Bagel, Düsseldorf 1979, ISBN 3-513-02134-8.
- Frederick R. Karl: Joseph Conrad. Eine Biographie. Hoffmann und Campe, Hamburg 1983, ISBN 3-455-08722-1.
- Renate Wiggershaus: Joseph Conrad – Leben und Werk. Deutscher Taschenbuch Verlag, München 1990, ISBN 3-423-31034-0.
- Peter Nicolaisen: Joseph Conrad. rororo bildmonographien. Rowohlt, Reinbek 1997, ISBN 3-499-50384-0.
- Owen Knowles, Gene M. Moore: Oxford Reader’s Companion to Conrad. OUP, London 2000, ISBN 0-19-860421-1.
- Hanjo Kesting: Die Schattenlinie des Lebens. Joseph Conrad oder Die Anfänge eines Schriftstellers, in: derselbe: Das Geheimnis der Sirenen : Bücher und andere Abenteuer. Hannover : Wehrhahn, 2014, S. 199–223 (zuerst 2007)
- Cordula Lemke, Claus Zittel (Hrsg.): Joseph Conrad (1857–1924), Berlin: Weidler Verlag, 2007.
- Elmar Schenkel: Fahrt ins Geheimnis. Joseph Conrad – Eine Biographie. S. Fischer, Frankfurt/Main 2007, ISBN 3-10-073560-9.
- Zdzisław Najder: Joseph Conrad. A Life. Camden House, Rochester / New York 2007, ISBN 978-1-57113-347-2
- John Stape: Im Spiegel der See – Die Leben des Joseph Conrad. Übersetzt von Eike Schönfeld. marebuchverlag, Hamburg 2007, ISBN 3-86648-071-7.
- Heinrich Riggenbach: Joseph Conrad. In: Historisches Lexikon der Schweiz.  11. März 2010, abgerufen am 14. Dezember 2019.
- Olivier Weber: Conrad. Arthaud-Flammarion 2011.
- Maya Jasanoff: The Dawn Watch: Joseph Conrad in a Global World. Penguin, New York 2018, ISBN 978-0-14-311104-7.

### Conrads Werk in Deutschland
- Frank Förster: Die literarische Rezeption Joseph Conrads im deutschsprachigen Raum. Universitäts-Verlag Leipzig, Leipzig 2005/2007, ISBN 3-86583-060-9 (Buch mit CD-ROM).
- Anthony Fothergill: Secret Sharers. Joseph Conrad’s cultural reception in Germany. Peter Lang, Bern 2006, ISBN 3-03910-271-0.
- Walter Göbel (Hrsg.): Conrad in Germany (= Conrad - Eastern and Western perspectives, Bd. 16). Columbia University Press, New York 2007, ISBN 0-88033-617-X.
- Matthias N. Lorenz: Distant Kinship – Entfernte Verwandtschaft. Joseph Conrads »Heart of Darkness« in der deutschen Literatur von Kafka bis Kracht, Stuttgart, Weimar: J.B. Metzler 2017, ISBN 978-3-476-04472-3

### Conrads Werk in Europa
- Elmar Schenkel, Hans-Christian Trepte (Hrsg.): Zwischen Ost und West. Joseph Conrad im europäischen Gespräch. In: Societas Jablonoviana. Schriftenreihe der Societas Jablonoviana Band 2. Leipziger Universitäts-Verlag, Leipzig 2010, ISBN 978-3-86583-471-3.